# A1689-zD1

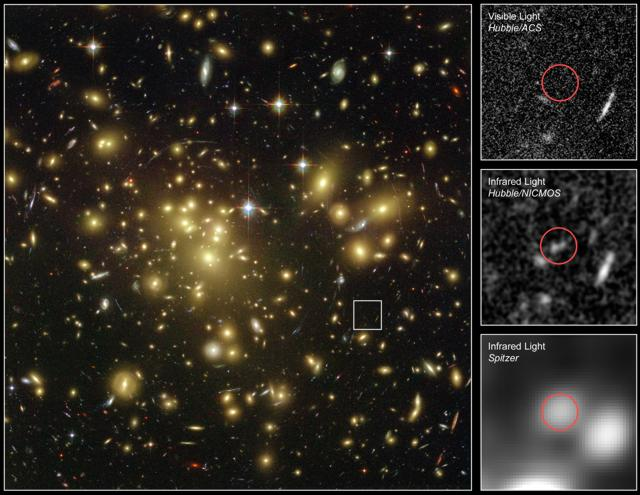
Der Galaxienhaufen Abell 1689 und die neu entdeckte Galaxie – Aufnahmen im sichtbaren und infraroten Bereich von Hubble und Spitzer

A1689-zD1 ist mit einer Rotverschiebung von z = ~7.6 eine der am weitesten entfernten bekannten Galaxien überhaupt. Die Entdeckung mit Hilfe des Hubble-Weltraumteleskops wurde im Februar 2008 bekannt gegeben.

## Entstehung
A1689-zD1 entstand nur etwa 700 Millionen Jahre nach dem Urknall im so genannten Dunklen Zeitalter des Kosmos. Nach bisherigen Theorien begann das Dunkle Zeitalter etwa 400.000 Jahre nach Beginn des Universums. Durch die Ausdehnung des Weltalls kühlte es sich ab und es bildeten sich Wolken aus kaltem Wasserstoff, die sich wie dichter Nebel im Universum erstreckten. Irgendwann bildeten sich die ersten Sterne und Galaxien, deren Strahlung die Umgebung aufheizte und den „Nebel“ vertrieb. Man nimmt heute an, dass das Dunkle Zeitalter etwa eine Milliarde Jahre nach dem Urknall zu Ende war.

## Entdeckung
Das Weltraumteleskop konnte die ferne Galaxie nur mit Hilfe des schwachen Gravitationslinseneffekts beobachten, welcher auf der in der Allgemeinen Relativitätstheorie beschriebenen Krümmung des Raumes durch die Wirkung der Gravitation auf die Raumzeit beruht: Abell 1689, ein etwa 2,2 Milliarden Lichtjahre von der Erde entfernter Galaxienhaufen, beugt durch seine Schwerkraft das Licht hinter ihm stehender, ferner Himmelsobjekte und vergrößert damit ihre Abbilder wie eine natürliche Lupe. Erst durch diese Gravitationslinse konnte die Ur-Galaxie vom Hubble-Teleskop erfasst werden. Das Infrarot-Weltraumteleskop Spitzer lieferte zudem durch Erfassen des im infraroten Bereich strahlenden Lichts von A1689-zD1 starke Hinweise für zahllose neue Sterne in der damals jungen Galaxie, die nur einen Bruchteil der Masse unserer Milchstraße hat.